# قائمة إصدارات الطوابع البريدية في أم القيوين (1970)
أدارت المملكة المتحدة العلاقات الخارجية لإمارات الساحل المتصالح نتيجة لمعاهدة «الاتفاقية الحصرية» لعام 1892، بما في ذلك إدارة البريد والبرق - حيث تكن هذه الإمارات منتمية للاتحاد البريدي العالمي. افتتحت حكومة الهند أول مكتب بريد في دبي في عام 1941. وفي عام 1948، وتولت إدارته وتشغيله الوكالات البريدية البريطانية في شرق شبه الجزيرة العربية، وهي شركة تابعة لمكتب البريد العام. كانت الطوابع في ذلك الوقت عبارة عن طوابع بريطانية مقابل رسوم إضافية بقيمة الروبية، حتى عام 1959، حيث أصدرت مجموعة من طوابع بريدية تحمل اسم «الإمارات المتصالحة» من دبي.
في عام 1963، تنازلت المملكة المتحدة عن مسؤوليتها عن الأنظمة البريدية في الإمارات المتصالحة إلى حكام الإمارات المتصالحة. لذا أصدرت إمارة أم القيوين أول طوابعها البريدية في سنة 1964.
الكثير من الطوابع التي أصدرت في إمارة أم القيوين تصنف ضمن طوابع الكثبان الرملية. طبعت هذه الطوابع بكثرة في الستينيات وأوائل السبعينيات من القرن الماضي، وتكاد تكون عديمة القيمة اليوم.
وجد فينبار كيني وهو رجل أعمال أمريكي ومن هواة جمع الطوابع الفرصة لإنشاء عدد من الإصدارات من الطوابع التي تستهدف سوق جامعي الطوابع المربح. وقد أبرم في عام 1964 اتفاقات مع إمارات الخليج العربي لإصدار طوابع، ومن بينها إمارة أم القيوين. حملت هذه الطوابع مصورا ذات ألوان وأشكال صارخة وليس لها صلة فعلية بالإمارات.
كان بيع الطوابع البريدية لفترة قصيرة تجارة مربحة للإمارات، حيث كان لمعظم الإمارات القليل من مصادر الدخل، باستثناء إمارة أبو ظبي، التي توفر فيها إنتاج النفط منذ عام 1965. ومع ذلك، انخفضت الإيرادات التي تصل إلى 70 ألف جنيه إسترليني للإمارات الأفقر إلى 30 ألف جنيه إسترليني مع التشبع الحتمي للسوق. شكل بيع الطوابع بحلول عام 1966 المصدر الرئيسي لدخل الإمارات المتصالحة الشمالية.
أدى انتشارها في النهاية إلى تقليل قيمتها، ولهذا السبب، فإن العديد من الكتالوجات الشعبية اليوم لا تدرجها حتى.
اتهم فينبار كيني بالتورط في قضية رشوة في الولايات المتحدة بسبب تعاملاته مع حكومة جزر كوك. انتهت ترتيبات فينبار كيني عندما توحدت الإمارات العربية المتحدة في ديسمبر 1971.
بلغ عدد الإصدارات البريدية في سنة 1970 في إمارة أم القيوين ثلاث إصدار فقط ضمت ما مجموعه خمسة عشر طابعا وأربعة أوراق طوابع تذكارية.

## إصدارات عام 1970
هذه قائمة الطوابع، وقد استُخدمت اختصارات أدلة الطوابع التي وثقت فيها هذه الطوابع مع رموزها كما هو مُبيّن في الجدول:
| دليل الطوابع             | المختصر (الرمز) |
| ------------------------ | --------------- |
| دليل ميشيل للطوابع       | Mi              |
| دليل سكوت للطوابع        | Sn              |
| دليل إيفرت وتيلييه       | Yt              |
| دليل طوابع ستانلي جيبونز | Sg              |

### إصدارات رحلة الفضاء أبولو 13
أبولو 13هي مركبة فضائية أمريكية أرسلت في العام 1970م بمهمة استطلاعية وللهبوط على سطح القمر وكان على متنها روّاد الفضاء جيم لوفل (بالإنجليزية: Jim Lovell) وفريد هايس (بالإنجليزية: Fred Haise) وجاك سويغيرت (بالإنجليزية: Jack Swigert). وقد أصدرت الطوابع التالية احتفاء بهذه المهمة:
| # | رمز دليل الطوابع                                                                     | تاريخ الإصدار                                          | الوصف                                                         | صورة الإصدار المخرم | القيمة       | الأبعاد     |
| - | ------------------------------------------------------------------------------------ | ------------------------------------------------------ | ------------------------------------------------------------- | ------------------- | ------------ | ----------- |
| 1 | (Mi #UM 439A) (Yt #UM 92) (Sn #UM 40) (Col #UM 1970.08.00-1)                         | أغسطس 1970 (بتاريخ 29 مايو 1970 حسب دليل سكوت للطوابع) | طابع إماراتي يحتوي على صورة رائد الفضاء الأمريكي جيم لوفل.    |                     | 10 دراهم     | 28 * 45 ملم |
| 2 | (Mi #UM 440A) (Yt #UM 92A) (Sn #UM 41) (Col #UM 1970.08.00-1) (Col #UM 1970.08.00-2) | أغسطس 1970 (بتاريخ 29 مايو 1970 حسب دليل سكوت للطوابع) | طابع إماراتي يحتوي على صورة رائد الفضاء الأمريكي فريد هايس.   |                     | ثلاثون درهما | 28 * 45 ملم |
| 3 | (Mi #UM 441A) (Yt #UM 92B) (Sn #UM 42) (Col #UM 1970.08.00-3)                        | أغسطس 1970 (بتاريخ 29 مايو 1970 حسب دليل سكوت للطوابع) | طابع إماراتي يحتوي على صورة رائد الفضاء الأمريكي جاك سويغيرت. |                     | خمسون درهما  | 28 * 45 ملم |

وأُصدرت بطاقة تذكارية واحدة تحتوي على صور الرواد الثلاثة بقيمة تسعين درهما:

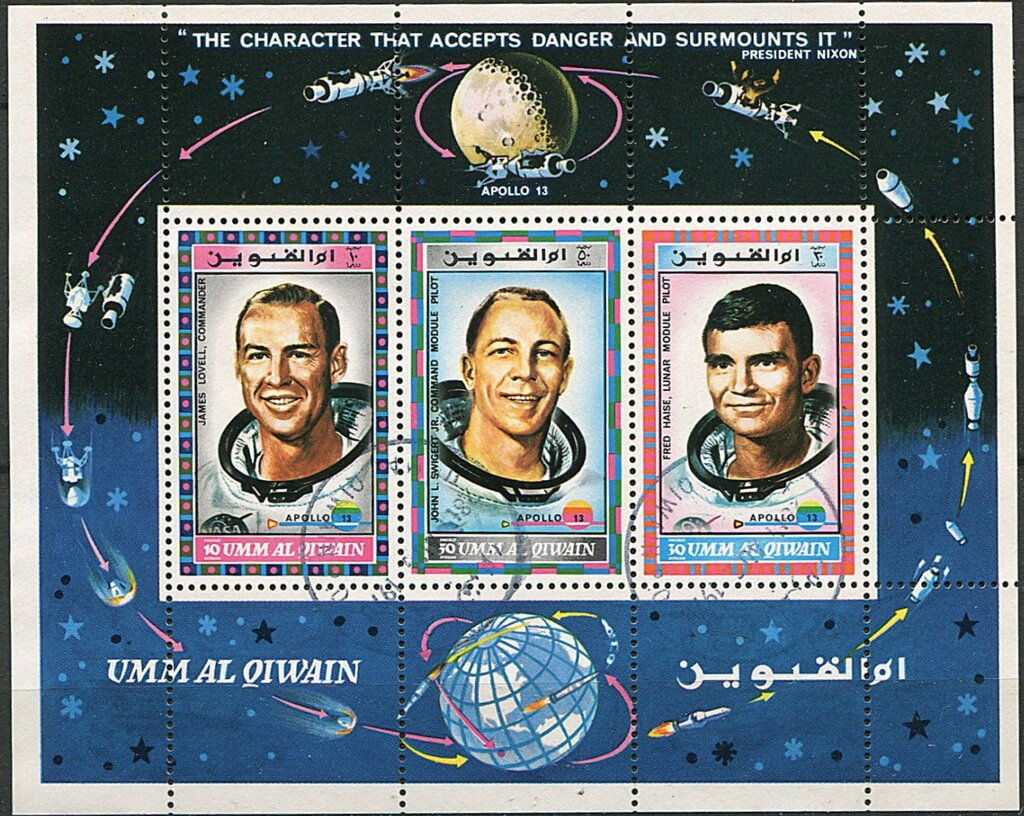
ورقة طوابع تذكارية تضم الطوابع الثلاثة التي تصور الرواد الثلاثة كما تحتوي على صورة الأرض والقمر وصورة صاروخ فضاء.
وفي أعلى ورقة الطوابع عبارة للرئيس الأمريكي ريتشارد نيكسون نصها: "THE CHARTER THAT ACCEPTS DANGER AND SURMOUNTS IT"،
وتعني: "الميثاق الذي يقبل الخطر ويتغلب عليه".

### إصدارات إكسبو 70
معرض اليابان العالمي، أوساكا 1970 (باليابانية: 日本万国博覧会، بالروماجي: Nihon Bankoku Hakuran-kai) أو إكسبو 70 (بالإنجليزية: Expo '70) كان معرضًا عالميًا أقيم في سويتا، محافظة أوساكا، اليابان، في الفترة ما بين 15 مارس و13 سبتمبر 1970. وكان موضوعه "التقدم والانسجام للبشرية". كذلك سمي المعرض باسم أوساكا بانباكو (باليابانية: 大阪万博)، وقد كان أول معرض عالمي يقام في اليابان وفي قارة آسيا. اشتركت 78 دولة بالإضافة إلى أربعة منظمات دولية في هذا المعرض. وقد أصدرت الطوابع التالية احتفاء بالمناسبة:
| # | رمز دليل الطوابع                                                | تاريخ الإصدار | الوصف                                                                                  | صورة الإصدار المخرم | القيمة                                    | الأبعاد |
| - | --------------------------------------------------------------- | ------------- | -------------------------------------------------------------------------------------- | ------------------- | ----------------------------------------- | ------- |
| 1 | (Mi #UM 442) (Yt #UM 93) (Sn #UM 43) (Col #UM 1970.08.14-1)     | 14 أغسطس 1970 | طابع إماراتي بلون أصفر يحتوي على شعار معرض إكسبو 70 العالمي.                           |                     | خمسة دراهم                                |         |
| 2 | (Mi #UM 443) (Yt #UM 93A) (Sn #UM 44) (Col #UM 1970.08.14-2)    | 14 أغسطس 1970 | طابع إماراتي بلون أزرق وأطراف صفراء يحتوي على السرادق الحكومي لمعرض إكسبو العالمي.     |                     | عشرة دراهم                                |         |
| 3 | (Mi #UM 444) (Yt #UM 93B) (Sn #UM 45) (Col #UM 1970.08.14-3)    | 14 أغسطس 1970 | طابع إماراتي بلون أحمر وأطراف بيضاء يحتوي على السرادق الحكومي لمعرض إكسبو العالمي.     |                     | عشرون درهما                               |         |
| 4 | (Mi #UM 445) (Yt #UM 93C) (Sn #غير مدرج) (Col #UM 1970.08.14-4) | 14 أغسطس 1970 | طابع إماراتي بلون أصفر يحتوي على صورة الإمبراطور الياباني هيروهيتو والإمبراطورة كوجون. |                     | أربعون درهما                              |         |
| 5 | (Mi #UM 446) (Yt #UM 93D) (Sn #غير مدرج) (Col #UM 1970.08.14-5) | 14 أغسطس 1970 | طابع إماراتي بلون أزرق يحتوي على صورة الإمبراطور الياباني هيروهيتو والإمبراطورة كوجون. |                     | ريال واحد                                 |         |
| 6 | (Mi #UM 447) (Yt #UM 93E) (Sn #UM 48) (Col #UM 1970.08.14-6)    | 14 أغسطس 1970 | طابع إماراتي بلون أحمر يحتوي على شعار معرض إكسبو 70 العالمي.                           |                     | مائة وخمسة وعشرون درهما (تعادل ريال وربع) |         |

وأُصدرت بطاقة تذكارية واحدة تحتوي على صور الطوابع الستة بقيمة ثلاثة ريالات:

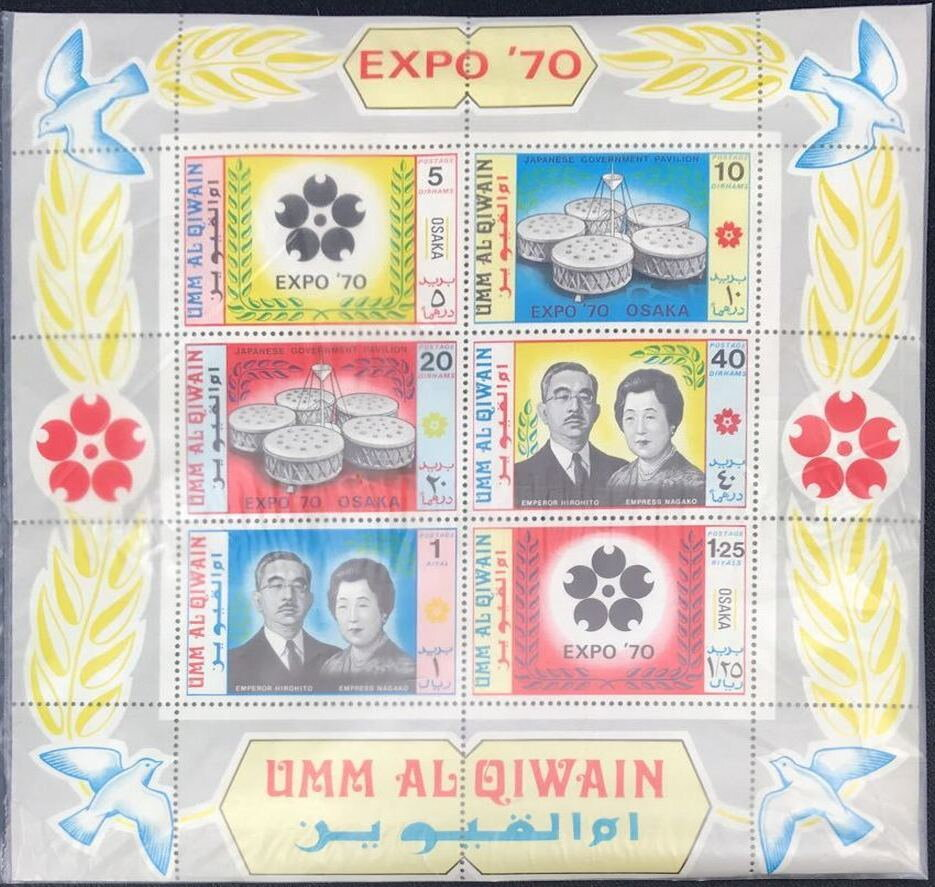
ورقة طوابع تذكارية أصدرت بمناسبة معرض إكسبو العالمي، وهي تضم الطوابع الستة، وفي أعلى ورقة الطوابع عبارة "EXPO '70".

### إصدارات الذكرى الخمسين بعد المائة لإنزال القوات البريطانية على ساحل الخليج العربي
كان أول وصول إنزال للقوات البريطانية على ساحل الخليج العربي فيما سمي بحملة الخليج العربي 1809، وهي عملية قامت بها البحرية الملكية البريطانية لإجبار القواسم على وقف غاراتهم على السفن البريطانية في الخليج العربي وخاصة على السواحل الفارسية والعربية من مضيق باب السلام. كان نجاح العملية محدودًا بسبب مشاركة القوات البحرية الملكية في الحروب النابليونية فلم تتمكن من قمع الأساطيل القوية لقواسم رأس الخيمة والشارقة بشكل دائم. تحققت الأهداف قصيرة الأجل من خلال تدمير ثلاث قواعد للقواسم وأكثر من 80 سفينة بما في ذلك أكبر سفينة للقواسم في المنطقة وهي مينرفا. على الرغم من أن العمليات استمرت حتى عام 1810 إلا أن البريطانيين ظلوا غير قادرين على تدمير كل سفن القواسم واستأنفت الهجمات في عام 1811 وإن كان أقل كثافة من ذي قبل.
وقد أصدرت هذه الطوايع احتفاء بمرور الذكرى الخمسين بعد المائة لإنزال القوات البريطانية على ساحل الخليج العربي:
| # | رمز دليل الطوابع                                             | تاريخ الإصدار  | الوصف | صورة الإصدار المخرم | القيمة            | الأبعاد |
| - | ------------------------------------------------------------ | -------------- | --- | ------------------- | ----------------- | ------- |
| 1 | (Mi #UM 448) (Yt #UM 94) (Sn #UM 49) (Col #UM 1970.10.12-1)  | 12 أكتوبر 1970 | طابع إماراتي يحتوي على صورة عسكري تُظهر الأزياء العسكرية المستعملة في الحملة. العسكري كان ضمن الفوج المخلص 47. |                     | عشرة دراهم        |         |
| 2 | (Mi #UM 449) (Yt #UM 94A) (Sn #UM 50) (Col #UM 1970.10.12-2) | 12 أكتوبر 1970 | طابع إماراتي يحتوي على صورة عسكري تُظهر الأزياء العسكرية المستعملة في الحملة. العسكري ضمن البحرية الملكية.     |                     | عشرون درهما       |         |
| 3 | (Mi #UM 450) (Yt #UM 94B) (Sn #UM 51) (Col #UM 1970.10.12-3) | 12 أكتوبر 1970 | طابع إماراتي يحتوي على صورة عسكري تُظهر الأزياء العسكرية المستعملة في الحملة. العسكري كان ضمن الفوج المخلص 47. |                     | ثلاثون درهما      |         |
| 4 | (Mi #UM 451) (Yt #UM 94C) (Sn #UM 52) (Col #UM 1970.10.12-4) | 12 أكتوبر 1970 | طابع إماراتي يحتوي على صورة عسكري تُظهر الأزياء العسكرية المستعملة في الحملة. العسكري ضمن فوج يورك ولانكاستر.  |                     | خمسون درهما       |         |
| 5 | (Mi #UM 452) (Yt #UM 94D) (Sn #UM 53) (Col #UM 1970.10.12-5) | 12 أكتوبر 1970 | طابع إماراتي يحتوي على صورة عسكري تُظهر الأزياء العسكرية المستعملة في الحملة. العسكري ضمن البحرية الملكية.     |                     | خمسة وسبعون درهما |         |
| 6 | (Mi #UM 453) (Yt #UM 94E) (Sn #UM 54) (Col #UM 1970.10.12-5) | 12 أكتوبر 1970 | طابع إماراتي يحتوي على صورة عسكري تُظهر الأزياء العسكرية المستعملة في الحملة. العسكري ضمن فوج يورك ولانكاستر.  |                     | ريال واحد         |         |

وأُصدرت بطاقتان تذكاريتان تحتوي الواحدة منها على ثلاث صور من الطوابع الستة:

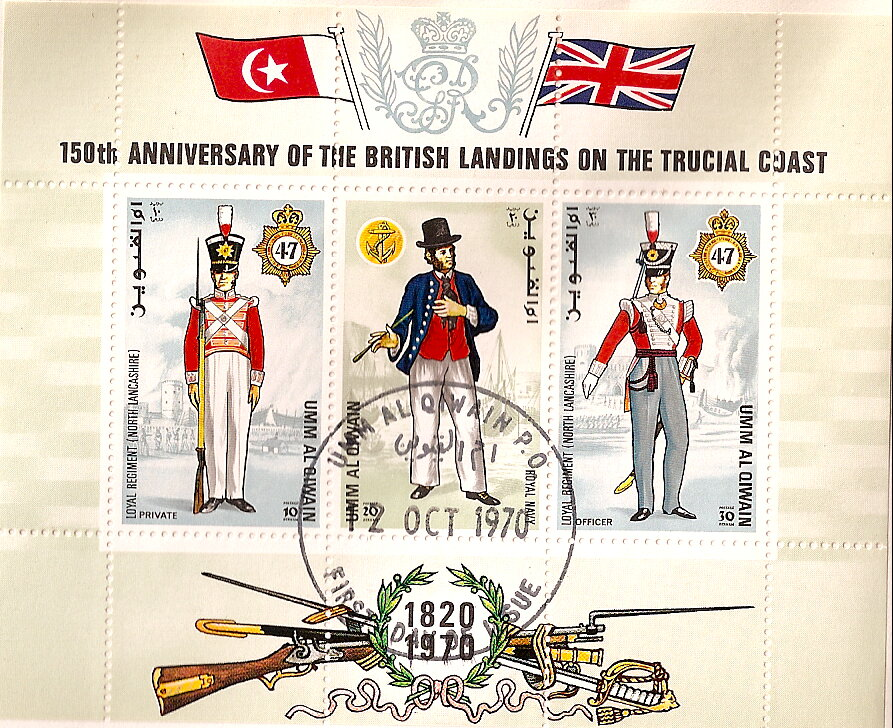
بطاقة تذكارية تحتوي على صور ثلاث طوايع بقيمة ستين درهما.
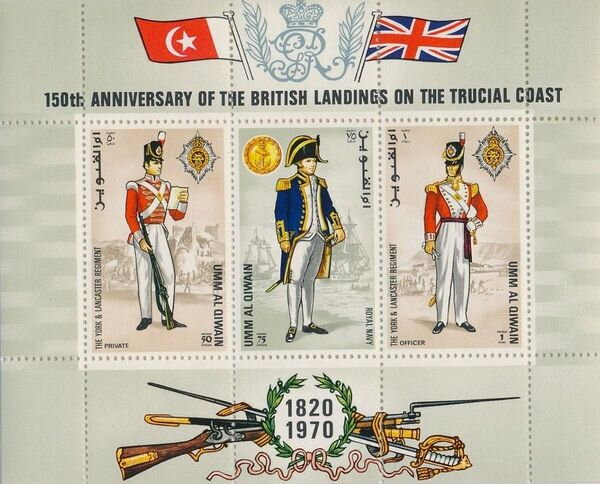
بطاقة تذكارية تحتوي على صور ثلاث طوايع بقيمة ريالين وربع.
(Mi #UM BL28)
(Yt #بدون رمز)
(Sn #UM 51a)
(Col #UM 1970.10.12-7)
- بطاقة تذكارية تحتوي على صور ثلاث طوايع بقيمة ريالين وربع. 
(Mi #UM BL29)
(Yt #بدون رمز)
(Sn #UM 54a)
(Col #UM 1970.10.12-8)